# 中国铁路33型客车
中国铁路33型客车，是中国铁路一种运用于窄轨铁路的客车，车身为铁木混合结构，车内座椅为左右各2人的木质座椅。这种列车曾经在20世纪80年代以前在滇越铁路以及其支线上运用，目前已经基本被淘汰，目前有YZ33-371、372保存在云南铁路博物馆中。